# فهرست طرح‌های برگزیده کشوری جشنواره جوان خوارزمی
در این صفحه فهرست برگزیدگان کشوری چند دوره جشنواره جوان خوارزمی است:
برای مشاهده فهرست های کامل به لیست طرح های برگزیده جشنواره جوان خوارزمی مراجعه فرمایید.

## دوره بیست و ششم
لیست برگزیدگان در دو بخش دانش آموزی و دانش‌پژوهان و فناوران ارائه می گردد.
| ردیف | نام مجری                                       | درصد مشارکت | عنوان طرح مصوب                                                                               | رتبه | گروه علمی                | استان              |
| ---- | ---------------------------------------------- | ----------- | -------------------------------------------------------------------------------------------- | ---- | ------------------------ | ------------------ |
| ۱    | نازنین آذر                                     | ۱۰۰٪        | طراحي بازي حسي حركتي هدفمند براي كودكان نابينا                                               | اول  | علوم شناختی              | چهارمحال و بختیاری |
| ۲    | محمد رسام علی پور                              | ۱۰۰٪        | چشمك، بازي تحت وب براي درمان تنبلي چشم كودكان                                                | اول  | علوم شناختی              | مازندران           |
| ۳    | امیر مهدی ابراهیمی                             | ۱۰۰٪        | بازساري الگوي خياطي از روي عكس با استفاده از هوش مصنوعی                                      | اول  | علوم شناختی              | مرکزی              |
| ۴    | پارسا کوثر                                     | ۱۰۰٪        | ايمن چرخ پارسا                                                                               | دوم  | برق و الکترونیک          | خراسان رضوی        |
| ۵    | محمد فاضل عبدالهی مزارعی هادی موحدی            | ۶۶٪ ۳۴٪     | بردبورد هوشمند                                                                               | دوم  | برق و الکترونیک          | کرمان              |
| ۶    | پادرا الهی                                     | ۱۰۰٪        | ربات جوشكار هوشمند                                                                           | دوم  | مکانیک                   | کرمان              |
| ۷    | داریوش تاره                                    | ۱۰۰٪        | توربين گازي چند منظوره                                                                       | دوم  | مکانیک                   | زنجان              |
| ۸    | اهورا امیدی محمدجواد کریمی                     | ۵۰٪ ۵۰٪     | سنسور تشخیص بین فازی                                                                         | سوم  | مکانیک                   | همدان              |
| ۹    | مهدی بذرگر                                     | ۱۰۰٪        | دستگاه گرد و براده گير فرز                                                                   | سوم  | مکانیک                   | خراسان رضوی        |
| ۱۰   | امیرعلی خوشحالی                                | ۱۰۰٪        | دستگاه جوش آرگون مبتني بر روش تسلا                                                           | سوم  | مکانیک                   | کرمان              |
| ۱۱   | محمدعلی سفیدگر                                 | ۱۰۰٪        | سيم لخت كن مچي                                                                               | سوم  | مکانیک                   | خراسان رضوی        |
| ۱۲   | امین اسماعیلی                                  | ۱۰۰٪        | هشدار دهنده سيستم سوخت رساني خودرو                                                           | سوم  | مکاترونیک                | خراسان رضوی        |
| ۱۳   | صالح قاسمی زاده ابوالفضل لطفی                  | ۵۰٪ ۵۰٪     | دستگاه تشخيص خرابي فيلتر بنزين                                                               | سوم  | مکاترونیک                | کرمان              |
| ۱۴   | سیده مانیا نادری                               | ۱۰۰٪        | افزايش دهنده گياهي بازدهي توليد شير در گاوهاي نژاد سرابي                                     | دوم  | کشاورزی و منابع طبیعی    | آذربایجان شرقی     |
| ۱۵   | آرشا احسانی امیرحسین نوروزی فرد                | ۵۰٪ ۵۰٪     | دستگاه استريل سطحي خودكار                                                                    | سوم  | کشاورزی و منابع طبیعی    | هرمزگان            |
| ۱۶   | پوریا قاسمی نژاد رائینی                        | ۱۰۰٪        | تيز كن سيار درختچين                                                                          | سوم  | کشاورزی و منابع طبیعی    | کرمان              |
| ۱۷   | ترنم محمودی سیده فاطیما موسوی نسب مهشید محمودی | ۳۴٪ ۳۳٪ ۳۳٪ | حشره كش زيستي با استفاده از عصاره متانولي پياز عنصل با بررسي اثر عصاره گياه بر سوسك قرمز آرد | سوم  | کشاورزی و منابع طبیعی    | خوزستان            |
| ۱۸   | محمد مبین مولایی                               | ۱۰۰٪        | پري شاني                                                                                     | دوم  | زبان و ادبیات فارسی      | زنجان              |
| ۱۹   | رومینا جمشیدی                                  | ۱۰۰٪        | بهشت يا جهنم                                                                                 | دوم  | زبان و ادبیات فارسی      | تهران              |
| ۲۰   | امیرحسین پاسبان عرب                            | ۱۰۰٪        | مجموعه شعر رصد                                                                               | سوم  | زبان و ادبیات فارسی      | خراسان رضوی        |
| ۲۱   | امیرصالح نظاملو                                | ۱۰۰٪        | مجموعه شعر هوماك                                                                             | سوم  | زبان و ادبیات فارسی      | همدان              |
| ۲۲   | محمدحسین یعقوبی                                | ۱۰۰٪        | آزمايشگاه سه بعدي تعاملی (I3D LAB)                                                           | دوم  | کامپیوتر                 | سیستان و بلوچستان  |
| ۲۳   | حسین خانی                                      | ۱۰۰٪        | سكوي ابري توسعه وب وبراك                                                                     | سوم  | کامپیوتر                 | اصفهان             |
| ۲۴   | امیرمهدی خزاعلی سید محمدحسین موسوی             | ۵۰٪ ۵۰٪     | طول سنج مثلثاتي                                                                              | دوم  | ریاضی                    | خوزستان            |
| ۲۵   | طاها زرینی                                     | ۱۰۰٪        | تسريع ترميم زخم با استفاده از باكتريوفاژ                                                     | سوم  | علوم زیستی و پزشکی       | آذربایجان شرقی     |
| ۲۶   | علی نادری لردجانی بهار نادری لردجانی           | ۵۰٪ ۵۰٪     | آشكارساز هم محور تلسكوپ                                                                      | سوم  | فیزیک و نجوم             | تهران              |
| ۲۷   | یاسین زنگوئی سید محمدجواد حسینی                | ۵۰٪ ۵۰٪     | اسطرلاب ليزري كمك آموزشي                                                                     | سوم  | فیزیک و نجوم             | خراسان جنوبی       |
| ۲۸   | ریحانه عامری سوده مالدار                       | ۵۰٪ ۵۰٪     | دنيا از نگاه نابينايان مادرزاد                                                               | اول  | هنر                      | خراسان رضوی        |
| ۲۹   | فاطمه دهقان منشادی                             | ۱۰۰٪        | پويا نمايي زال و سيمرغ                                                                       | دوم  | هنر                      | یزد                |
| ۳۰   | نیکی علیجانی                                   | ۱۰۰٪        | پويا نمايي گلدان كاغذي                                                                       | دوم  | هنر                      | زنجان              |
| ۳۱   | آنیتا ملیحی                                    | ۱۰۰٪        | طراحي پوسترهاي محيط زيستي با تركيب نگارگري ايراني و عناصر مدرن                               | دوم  | هنر                      | زنجان              |
| ۳۲   | پریسان کاظمیان                                 | ۱۰۰٪        | سايه هاي ما                                                                                  | سوم  | هنر                      | زنجان              |
| ۳۳   | ریحانه روحانی                                  | ۱۰۰٪        | آسان تاب                                                                                     | سوم  | هنر                      | کرمان              |
| ۳۴   | حسین معین الدینی عارف خالقی قناتغستانی         | ۵۰٪ ۵۰٪     | آشكارساز غيرفعال اسكوپ سنگ نما                                                               | دوم  | عمران و معماری           | کرمان              |
| ۳۵   | آیسان رستم راور کرمانی                         | ۱۰۰٪        | بررسي مردم شناختي خرده فرهنگ زنان قاليباف شهر راور                                           | سوم  | علوم اجتماعی و روان‌شناسی | کرمان              |

بخش دانش‌پژوهان و فناوران
| ردیف | نام مجری                                             | درصد مشارکت     | عنوان طرح                                                                             | گروه علمی                     | رتبه و ماهیت        |
| ---- | ---------------------------------------------------- | --------------- | ------------------------------------------------------------------------------------- | ----------------------------- | ------------------- |
| ۱    | علی منصورآبادی                                       | ۱۰۰٪            | پیاده سازی سامانه کاهش هدررفت در کمباین های کشاورزی با بهره گیری از هوش مصنوعی        | کشاورزی و منابع طبیعی         | اول طرح‌های کاربردی  |
| ۲    | رقیه صمدیان‌فرد                                       | ۱۰۰٪            | محافظت از خوردگی های آلیاژ های منیزیم با استفاده از پوشش های نانو کامپوزینی هوشمند    | مواد، متالورژی و انرژی های نو | سوم پژوهش‌های بنیادی |
| ۳    | سید پوریا محتشمی امیرحسین نادری                      | ۹۵٪ ۵٪          | کلاستر دیجیتال پیشرفته خودرو                                                          | مهندسی برق و کامپیوتر         | سوم طرح‌های کاربردی  |
| ۴    | ساسان محمدی رضا دانایی زاده حسین پورشمسایی حسن نصیری | ۵۰٪ ۲۰٪ ۲۰٪ ۱۰٪ | ربات جداساز مرسولات پستی                                                              | مکاترونیک                     | دوم طرح‌های کاربردی  |
| ۵    | صبا رنجبر نوید داور                                  | ۹۰٪ ۱۰٪         | ساخت حسگر الکتروکرومیک تلفیق شده با هوش مصنوعی در تشخیص و اندازه گیری آنتی‌ اکسیدان ها | فناوری های شیمیایی            | سوم پژوهش‌های بنیادی |
| ۶    | مهدی خطیبی                                           | ۱۰۰٪            | توسعه مدل جدید الکترواسمزی گذرا در ریز کانال های هوشمند                               | فناوری های شیمیایی            | سوم پژوهش‌های بنیادی |
| ۷    | حسین قاسم پور                                        | ۱۰۰٪            | طراحی و سنتز چارچوب های فلز-آلی نانومتخلخل با توانایی کاتالیزگری گزینشی               | فناوری های شیمیایی            | سوم پژوهش‌های بنیادی |
| ۸    | هانیه علی زاده                                       | ۱۰۰٪            | فرش دستبافت بدون نیاز به دار                                                          | هنر                           | سوم نوآوری          |
| ۹    | زینت عابدیان جلودار                                  | ۱۰۰٪            | کاربرد هنر ابر و باد سازی در سرامیک به منظور ساخت اشیاء مصرفی و هنری                  | هنر                           | سوم طرح‌های کاربردی  |

## دوره اول[۵]
| رتبه | نام طرح                                                      | نام طراح(ان)                              | استان              |
| ---- | ------------------------------------------------------------ | ----------------------------------------- | ------------------ |
| ۱    | بخاری مسافرتی                                                | علی مرادی                                 | اصفهان             |
| ۲    | خودرو خورشیدی                                                | جناب آقای امیر محمد قمی                   | اصفهان             |
| ۳    | سیستم تعیین اندازه و جهت میدان مغناطیسی                      | مسعود صادقی                               | آذربایجان شرقی     |
| ۴    | بررسی تغییرات اکولوژی دریاچه شورابیل                         | سهیل منصوری                               | اردبیل             |
| ۵    | کاپشن خورشیدی                                                | محمدمهدی احمدی+علیرضا چنگیز               | اصفهان             |
| ۶    | بیضی نگار                                                    | طاها کبیری                                | تهران              |
| ۷    | دستگاه گردو پوست کن                                          | مجید رضا صفاری سامانی                     | چهارمحال و بختیاری |
| ۸    | بررسی ومقایسه خود پنداری دانش آموزان عادی و تیزهوشان شهر کرد | نرجس رحمیتی الهه فاضل مرضیه جعفری         | چهارمحال وبختیاری  |
| ۹    | دستگاه سامان فاروئر (ام‌اف‌اس)                                 | محمد صادق تراکمه سامانی رضا تراکمه سامانی | چهارمحال و بختیاری |
| ۱۰   | دستگاه تلقیح مصنوعی ملکه زنبور عسل                           | آیت‌الله تراکمه سامانی                     | چهارمحال بختیاری   |
| ۱۱   | رمزنگارنوید                                                  | مسعد اخوت                                 | چهارمحال و بختیاری |
|      |                                                              |                                           |                    |

## دوره دوم
فهرست برگزیدگان دومین جشنواره جوان خوارزمی
| ردیف | نام                | عنوان طرح                                                                                      | رتبه                           |  |
| ---- | ------------------ | ---------------------------------------------------------------------------------------------- | ------------------------------ |  |
| ۱    | محمدرضا پی دل      | انگشتر هوشمند                                                                                  | راهیابی به مرحلهٔ کشوری (شیراز) |  |
| ۲    | پریسا سرخیل        | بررسی و جداسازی و تعیین ساختمان آلکالوئیدهای گیاه Heliotropium Crassifolium                    | راهیابی به مرحلهٔ کشوری (شیراز) |  |
| ۳    | کوروش نظرنیا       | فرهنگ الفبایی قیاسی و توصیفی اصطلاحات و ترکیبات ارتودنسی                                       | راهیابی به مرحلهٔ کشوری (شیراز) |  |
| ۴    | اکبر کیانی         | کاربرد مدل ریاضی و تکنیک GIS در ترسیم و تحلیل منحنی‌های همبارش با تأکید بر داده‌های مکانی -فضایی | راهیابی به مرحلهٔ کشوری (شیراز) |  |
| ۵    | حسن طلیعی          | طراحی سیستم اطلاعات شهری برای شهرهای میانی ایران-مطالعه موردی: شهر کاشان                       | راهیابی به مرحلهٔ کشوری (شیراز) |  |
| ۶    | فاطمه رهبری زاده   | تهیه آنتی بادی منوکلونال علیه مرفین                                                            | راهیابی به مرحلهٔ کشوری (شیراز) |  |
| ۷    | توران روزبهانی     | نقش خانواده به عنوان عامل بزهکاری نوجوانان (با تکیه بر نظم درخانواده)                          | راهیابی به مرحلهٔ کشوری (شیراز) |  |
| ۸    | محمدرضا محمدی زاده | خواص ساختاری و الکترونی بلور تلوریوم با شبیه‌سازی کوانتومی                                      | راهیابی به مرحلهٔ کشوری (شیراز) |  |
| ۹    | جلیل مظلوم         | طراحی و ساخت سیستم ارسال تلفنی سیگنالهای قلبی (الکتروکاردیوگرام)                               | راهیابی به مرحلهٔ کشوری (شیراز) |  |
| ۱۰   | وهاب امامی         | ربات‌های توپ جمع کن                                                                             | راهیابی به مرحلهٔ کشوری (شیراز) |  |
| ۱۱   | سید رضا تدینی      | ربات‌های توپ جمع کن                                                                             | راهیابی به مرحلهٔ کشوری (شیراز) |  |
| ۱۲   | مجتبی شمس زهرایی   | ربات‌های توپ جمع کن                                                                             | راهیابی به مرحلهٔ کشوری (شیراز) |  |

## دوره دوازدهم
فهرست برگزیدگان دوازدهمین جشنواره جوان خوارزمی
| ردیف | نام و نام‌خانوادگی مجری    | عنوان طرح | گروه تخصصی                       | رتبه                |
| ---- | ------------------------- | --- | -------------------------------- | ------------------- |
| ۱    | محمدمهدی نجف پور          | بررسی تئوری کانی‌های منگنز _ کلسیم به عنوان منشأ کمپلکس اکسید کننده آب در فتوسیستم II                                    | علوم پایه                        | اول بنیادی          |
| ۲    | علی قربان زاده مقدم       | ترابرد الکترونیکی در نانوساختارهای گرافینی                                                                              | فناوری نانو                      | دوم بنیادی          |
| ۳    | وحید نظری                 | چهارمین حالت تشکیل هرم مثلثی                                                                                            | علوم پایه                        | دوم بنیادی          |
| ۴    | مرتضی عبداله یبک مرندی    | استفاده از آنزیم زایلاناز و اسید سولفوریک در رنگبری کرافت باگاس                                                         | صنایع شیمیایی                    | سوم بنیادی          |
| ۵    | سیدجلال حسینی مهر         | بررسی اثر محافظتی هسپریدین روی آسیب ژنتیکی ناشی از رادیوداروی 99mTc-MIBI روی لنفوسیت‌های خون انسان با آزمون میکرونوکلئوس | زیست فناوری و علوم پایه پزشکی    | سوم بنیادی          |
| ۶    | محمد شفیعی دهج            | طراحی، ساخت و آزمایش یک مشعل محیط متخلخل                                                                                | مکانیک                           | دوم کاربردی         |
| ۷    | سعید کرد مافی             | بررسی پاره‌ای از امکانات بالقوه مدال در موسیقی دستگاهی ایران                                                             | هنر و معماری                     | دوم کاربردی         |
| ۸    | غلامرضا بخشی              | نرم‌افزار تشخیص و فیلترینگ تصاویر با استفاده از روش‌های پردازش تصویر و یادگیری ماشین                                      | برق و کامپیوتر                   | دوم کاربردی         |
| ۹    | مسعود حق‌شناس              | طراحی و ساخت دستگاه مدولاتور RDS                                                                                        | برق و کامپیوتر                   | دوم کاربردی         |
| ۱۰   | احسان شاه محمدی           | دستگاه اندازه‌گیری پارامترهای شبکه موبایل                                                                                | برق و کامپیوتر                   | دوم کاربردی         |
| ۱۱   | امیر کارگر نقاب           | طراحی و ساخت نمونه آزمایشگاهی صفحه انژکتور                                                                              | هوافضا                           | سوم کاربردی         |
| ۱۲   | حسن اسعد سه قلعه          | استفاده از میدان مغناطیسی برای تولید جنین‌های رویشی                                                                      | کشاورزی و منابع طبیعی            | سوم کاربردی         |
| ۱۳   | سپیده زهرا اسلامی راد     | سیستم‌های اسکنر گاما (سی تی اسکن گامای سه بعدی صنعتی "نسل اول"، ضخامت‌سنج و ارتفاع‌سنج آنلاین)                             | علوم پایه                        | سوم کاربردی         |
| ۱۴   | الناز رشتی زاده           | تولید کاتالیزوری بیودیزل با استفاده از مواد معدنی موجود در ایران                                                        | علوم پایه                        | سوم کاربردی         |
| ۱۵   | لطیف پورکریمی             | کارایی در برنامه‌ریزی چند هدفه خطی و کاربرد آن                                                                           | علوم پایه                        | سوم کاربردی         |
| ۱۶   | مهدی حسن شاهیان           | بررسی مولکولی و اکولوژیکی باکتری‌های تجزیه کننده نفت خام در خلیج فارس و دریای خزر                                        | علوم پایه                        | سوم کاربردی         |
| ۱۷   | سید محمد حسین حمیدی       | سامانهٔ پرتال صوتی خویش خدمت                                                                                             | مهندسی نرم‌افزار و فناوری اطلاعات | اول توسعه‌ای         |
| ۱۸   | علیرضا صالح               | فناوری تولید شیشه‌های گرم شونده الکتریکی با استفاده از میکرو المنت‌های خطی و سینوسی                                       | مکانیک                           | دوم توسعه‌ای         |
| ۱۹   | علی آقاجانی               | تولید چسب‌های مورد استفاده در چسباندن شیشه‌های جلو و عقب اتومبیل                                                          | صنایع شیمیایی                    | دوم توسعه‌ای         |
| ۲۰   | علیرضا مانشتی             | طراحی و پیاده‌سازی نرم‌افزار مدیریت محتوای چند رسانه‌ای تلفن همراه                                                         | مهندسی نرم‌افزار و فناوری اطلاعات | دوم توسعه‌ای         |
| ۲۱   | ایمان مرزبان شیرخوارکلائی | تیلر چهارچرخ چند منظوره جهت عملیات کاشت، داشت و برداشت محصولات زراعی در زمین‌های دیم و آبی                               | کشاورزی و منابع طبیعی            | سوم توسعه‌ای         |
| ۲۲   | امیرحسین کمالی دشت ارژنه  | سیستم نرم‌افزاری استخراج و ارسال موقعیت مکانی تلفن همراه سرقت شده                                                        | برق و کامپیوتر                   | سوم توسعه‌ای         |
| ۲۳   | علیرضا شهنامی             | عمود پرواز قائم | هوافضا                           | اول اختراع و نوآوری |
| ۲۴   | حامد احمدی                | طراحی و پیاده‌سازی سیستم خلبان خودکار برای بالگردهای بدون سرنشین                                                         | هوافضا                           | اول ابتکار          |